# Francesco Coccopalmerio
Francesco Coccopalmerio (San Giuliano Milanese, 6. ožujka 1938.) talijanski je kardinal. Bio je predsjednik Papinskog vijeća za zakonodavne tekstove od njegova imenovanja od strane pape Benedikta XVI. 15. veljače 2007. do njegove ostavke koju je papa Franjo prihvatio 7. travnja 2018. Svoje prve godine proveo je u milanskoj nadbiskupiji, a 1993. postao je pomoćni biskup. U Rimsku kuriju prelazi 2000. godine.
Dana 18. veljače 2012. papa Benedikt XVI . imenovao ga je kardinalom-đakonom crkve San Giuseppe dei Falegnami. Dana 21. travnja 2012. kardinal Coccopalmerio imenovan je članom Kongregacije za nauk vjere, Apostolske signature i Papinskog vijeća za promicanje jedinstva kršćana. Dana 22. prosinca 2012. imenovan je članom Kongregacije za kauze svetaca.